# Puiggròs
Puiggròs – gmina w Hiszpanii, w prowincji Lleida, w Katalonii, o powierzchni 9,91 km². W 2011 roku gmina liczyła 313 mieszkańców.